# Wang Hao (tenisista stołowy)
Wang Hao (chiń. 王皓; pinyin Wáng Hào; ur. 15 grudnia 1983 w Changchun) – chiński tenisista stołowy, dwukrotny mistrz olimpijski w turnieju drużynowym oraz trzykrotny wicemistrz olimpijski w grze pojedynczej, medalista mistrzostw świata.

## Osiągnięcia
- Złoty medal igrzysk olimpijskich 2012 w Londynie w turnieju drużynowym
- Srebrny medal igrzysk olimpijskich 2012 w Londynie w grze indywidualnej
- Złoty medal igrzyskach olimpijskich 2008 w Pekinie w turnieju drużynowym
- Srebrny medal igrzysk olimpijskich 2008 w Pekinie w grze indywidualnej
- Srebrny medal igrzysk olimpijskich 2004 w Atenach w grze indywidualnej
- Mistrzostwo świata z 2009 roku w grze indywidualnej
- Wicemistrzostwo świata z 2011 i 2013 roku w grze indywidualnej
- Brązowy medal mistrzostw świata z 2007 roku w grze indywidualnej
- Pięć razy złoty medal mistrzostw świata w turnieju drużynowym z drużyną chińską (2004, 2006, 2008, 2010, 2012)
- Dwa złote (2005, 2009) i dwa srebrne (2003, 2007) medale mistrzostw świata w deblu
- Brązowy medal mistrzostw świata w deblu (2011) i w grze mieszanej (2003)
- Trzykrotnie wygrany Puchar Świata (2007, 2008)